# Pablo Montesinos Aguayo
Pablo Montesinos Aguayo (Almería, 6 de septiembre de 1985) es un periodista, tertuliano y político español, conocido por cubrir desde Libertad Digital la información sobre el Partido Popular (PP). Desde 2019 hasta 2022 ocupó el cargo de vicesecretario general de Comunicación del Partido Popular, siendo diputado en las Cortes Generales por Málaga en la XIII y XIV legislaturas.

## Biografía
Pablo Montesinos nació en Almería, pero se crio en el malagueño barrio de Miraflores del Palo, cursando estudios básicos en El Valle Inclán y en el San Estanislao. Se licenció en Ciencias de la información por la Universidad Complutense de Madrid.

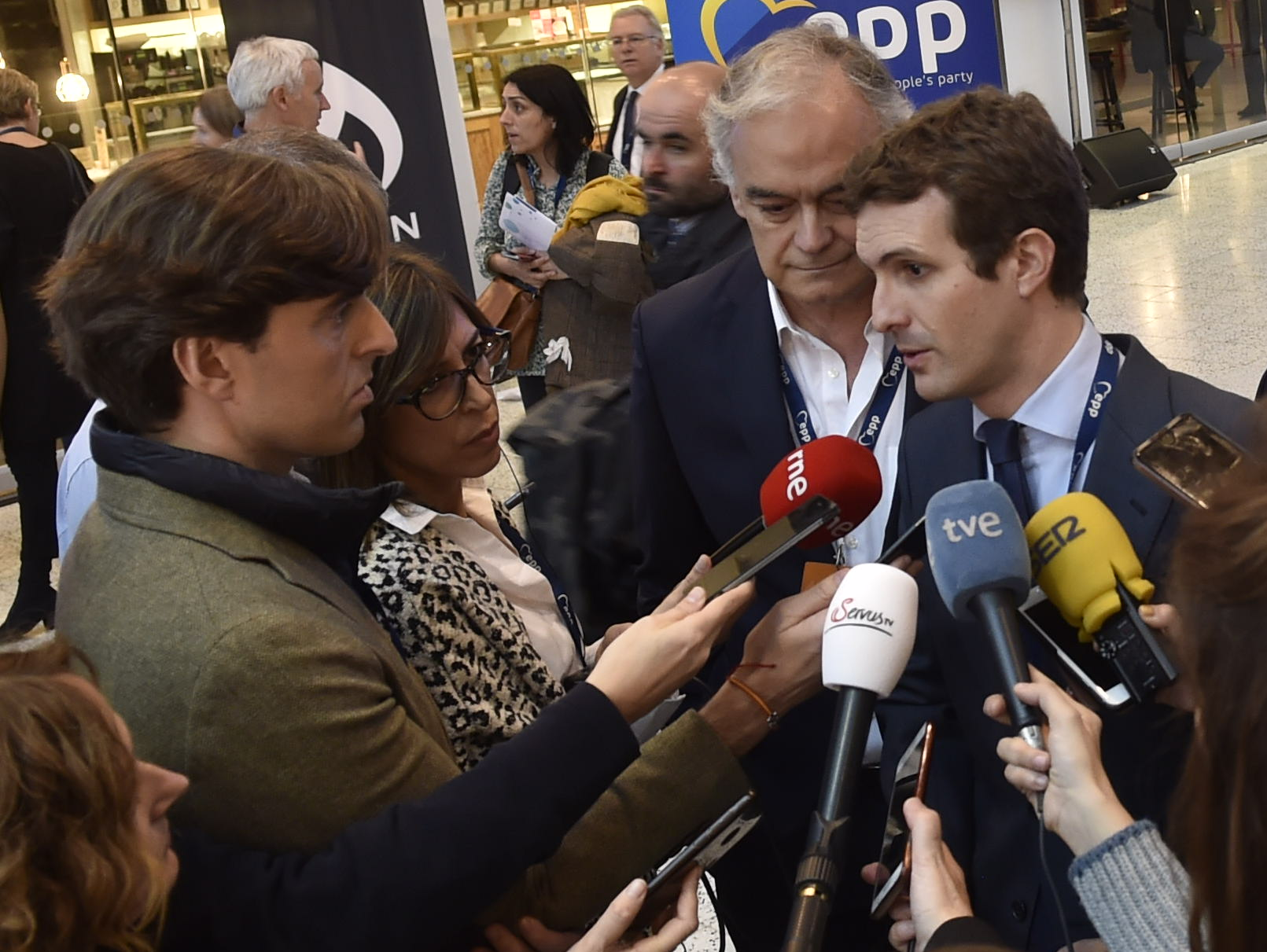
Entrevistando a Pablo Casado en noviembre de 2018

Establecido en Madrid tras licenciarse, empezó a trabajar para Libertad Digital, y en 2008 se hizo cargo de la información sobre el PP hasta marzo de 2019. También ha colaborado como tertuliano en televisión y radio en La Sexta (Al rojo vivo, La Sexta Noche), en 24 Horas, Euskal Telebista, Telemadrid, Canal Sur Radio, Radio Nacional de España y EsRadio.
El 14 de marzo de 2019 se anunció su salto a la política como cabeza de lista de la candidatura del PP en la circunscripción de Málaga de cara a las elecciones generales de España de abril de 2019. El 28 de abril fue elegido diputado. El 30 de julio entró a formar parte de la ejecutiva del PP como vicesecretario de Comunicación.
El 3 de marzo de 2022, en plena crisis del PP, Montesinos anunció que dejaría su escaño de diputado y la actividad política tras el congreso del partido, que se celebró un mes más tarde. Tras dejar la política volvió a su profesión de periodista.

## Obras
- El delfín del PP. 2010.[6]